# Катастрофа A310 в Іркутську
Катастрофа A310 в Іркутську — велика авіаційна катастрофа, що сталася в неділю 9 липня 2006 року. Авіалайнер Airbus A310-324 російської авіакомпанії Сибір (зараз це S7 Airlines) виконував внутрішній рейс SBI778 за сполученням Москва — Іркутськ, але під час посадки в аеропорту Іркутська літак викотився за межі злітно-посадкової смуги і врізався в гаражі в 494 м від кінця ЗПС аеропорту Іркутськ. З 203 осіб, що знаходилися на борту, загинуло 125 і отримали поранення 63.
Розслідування Міждержавного авіаційного комітету (МАК) показало, що літак було скинуто з ЗПС двигуном № 1 (лівий), який раптово перейшов у злітний режим у момент ввімкнення реверсу двигуна № 2 (правий).

## Літак

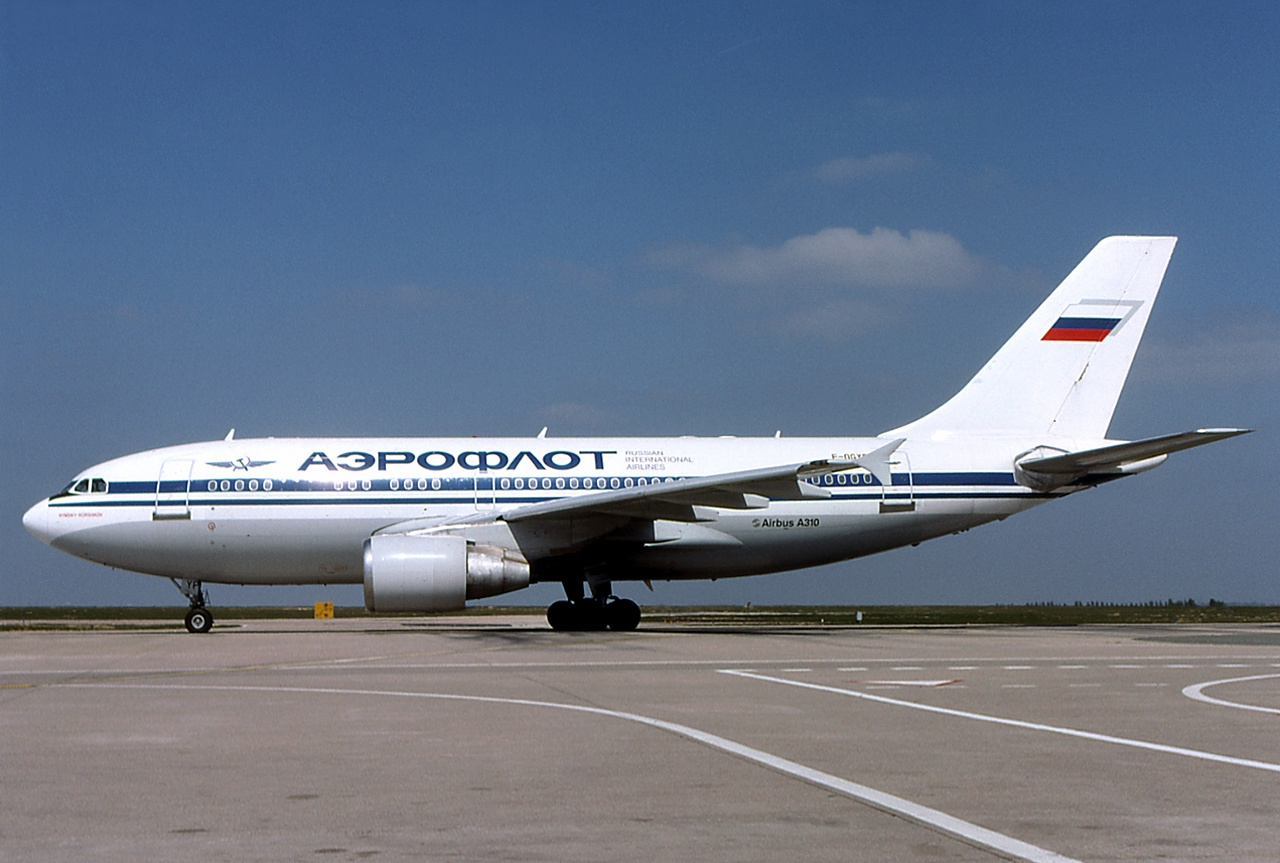
Розбився літак у 1997 році (під час експлуатації в «Аерофлоті»).

Airbus A310-324 (реєстраційний номер F-OGYP, серійний 442) був зібраний у Франції, випущений в 1987 році (перший політ здійснив 3 квітня під тестовим б/г F-WWCZ). 17 червня того ж року був переданий авіакомпанії Pan American, в якій отримав бортовий номер N812PA та ім'я Clipper Freedom. 1 листопада 1991 року був зданий в Авіаційний лізинг авіакомпанії Delta Air Lines. 1 травня 1995 року літак був куплений авіакомпанією «Аерофлот», в якій отримав постійний б/г F-OGYP та ім'я Rymsky-Korsakov. 7 травня 2004 року був взятий у лізинг авіакомпанією «Сибір». Оснащений двома двоконтурними турбовентиляторними двигунами Pratt&Whitney PW4152. На день катастрофи 19-річний авіалайнер здійснив 12 550 циклів «зліт-посадка» та налітав 59 865 годин.

## Екіпаж і пасажири
- Командир повітряного судна (КПС) — 45-річний Сергій Геннадійович Шибанов. Дуже досвідчений пілот, пропрацював в авіакомпанії «Сибір» 9 років та 7 місяців (з 25 листопада 1996 року). Керував літаками Ан-2, Ан-12, Ан-24, Boeing 757 та Ту-154. На посаді командира Airbus A310 — з 1 червня 2005 року (до цього керував ним як другий пілот). Налітав 10 611 годин, 1056 їх на Airbus A310 (1013 їх як КВС).
- Другий пілот — 48-річний Володимир Григорович Чорних. Досвідчений пілот, пропрацював в авіакомпанії «Сибір» 9 років та 6 місяців (з 13 грудня 1996 року). Керував літаками Ан-26 (на посаді КПС) та Ту-154 (на посаді другого пілота). На посаді другого пілота Airbus A310 — з 5 травня 2006 року. Налітала 9971 година, 158 з них на Airbus A310.

У салоні літака працювали 6 бортпровідників:
- Андрій Володимирович Дьяконов, 34 роки — старший бортпровідник. В авіакомпанії «Сибір» з 21 червня 2004 року. Налітав 3356 годин, 274 з них Airbus A310.
- Ольга Геннадіївна Дмитрієнко, 25 років. В авіакомпанії «Сибір» з 10 грудня 2003 року. Налітала 2133 години, 699 з них Airbus A310.
- Дарина Вікторівна Забірна, 21 рік. В авіакомпанії «Сибір» з 12 липня 2004 року. Налітала 1257 годин, 252 з них Airbus A310.
- Вікторія Володимирівна Зільберштейн, 22 роки. В авіакомпанії «Сибір» з 17 серпня 2004 року. Налітала 1387 годин, 360 із них на Airbus A310.
- Марія Олегівна Проніна, 29 років. В авіакомпанії «Сибір» з 21 червня 2004 року. Налітала 1456 годин, 188 із них на Airbus A310.
- Тетяна Володимирівна Єгорова, 23 роки. В авіакомпанії «Сибір» з 7 вересня 2004 року. Налітала 1351 годину, 190 з них Airbus A310.

| Громадянство | Пасажири | Екіпаж | Всього |
| ------------ | -------- | ------ | ------ |
| Росія        | 181      | 8      | 189    |
| Білорусь     | 3        | 0      | 3      |
| Німеччина    | 3        | 0      | 3      |
| Китай        | 3        | 0      | 3      |
| Польща       | 2        | 0      | 2      |
| Молдова      | 2        | 0      | 2      |
| Азербайджан  | 1        | 0      | 1      |
| Всього       | 195      | 8      | 203    |

Загалом на борту літака перебували 203 особи — 8 членів екіпажу та 195 пасажирів.

## Наслідки катастрофи
- 10 липня 2006 року в Росії був оголошений днем національної жалоби, цього ж дня в Іркутську пройшла панахида за загиблими.
- 12 липня відбувся перший похорон загиблих. Там авіакомпанія «Сибір» виділила по 50 000 рублів, обласна адміністрація виділила по 100 000 рублів.
- 12 липня в Іркутську було підписано угоду про будівництво нового аеропорту[en] за межами міста.